# Jørgen Ib Olsen
Jørgen Ib Olsen   (Højelse, 9 de novembre de 1929 - municipi de Sorø, 9 de novembre de 2009) fou un remer danès que va competir durant la dècada de 1940.
El 1948 va prendre part en els Jocs Olímpics de Londres, on guanyà la medalla de bronze en la prova del quatre amb timoner del programa de rem. Era el timoner i formà equip amb Erik Larsen, Børge Raahauge Nielsen, Henry Larsen i Harry Knudsen.